# Пукень (комуна)
Пукень, Пукені (рум. Pucheni) — комуна у повіті Димбовіца в Румунії. До складу комуни входять такі села (дані про населення за 2002 рік):
- Бредецел (70 осіб)
- Валя-Ларге (297 осіб)
- Вирфурень (98 осіб)
- Мейшоаре (187 осіб)
- Пукень (1570 осіб) — адміністративний центр комуни

Комуна розташована на відстані 105 км на північний захід від Бухареста, 32 км на північний захід від Тирговіште, 58 км на південний захід від Брашова.

## Населення
За даними перепису населення 2002 року у комуні проживали 2222 особи, усі — румуни. Усі жителі комуни рідною мовою назвали румунську.
Склад населення комуни за віросповіданням:
| Релігія       | Кількість осіб | Відсоток |
| ------------- | -------------- | -------- |
| православні   | 2182           | 98,2%    |
| лютерани      | 18             | 0,8%     |
| п'ятдесятники | 15             | 0,7%     |
| бретрени      | 7              | 0,3%     |